# Mozkovka rosolovitá
Mozkovka rosolovitá (Ascotremella faginea) je vzácná vřeckovýtrusná houba. Roste na dřevě listnatých stromů. Mozkovka se vyskytuje velice vzácně a je chráněna zákonem.

## Ochrana
Mozkovka se vyskytuje roztroušeně, v Červeném seznamu hub České republiky jako vedená jako zranitelný druh [VU]. Červená kniha ji uvádí jako velmi ohrožený druh. Krom toho je zákonem chráněná jako silně ohrožený druh. Vyskytuje se v přírodních rezervacích, kde není člověkem přímo ohrožena, i mimo ně.